# Різдвяна надія
«Різдвяна надія» (англ. The Christmas Hope) — американсько-канадський драматичний фільм 2009 року, створений для телебачення, режисером Нормою Бейлі та Медлін Стоу у головній ролі, який транслювався на Lifetime 13 грудня 2009 року. Це третя частина трилогії фільмів, якій передували «Різдвяне взуття» (2002) і «Різдвяне благословення» (2005).

## Сюжет
Після нещодавньої втрати сина Шона — другорядного персонажа «Різдвяного благословення » — Петті Еддісон (Медлін Стоу) присвячує себе пошуку дому для нужденних дітей. Втрата Шона погіршила стосунки Петті з її чоловіком Марком, пілотом авіакомпанії. Але вони відновлюють емоційний зв’язок, коли беруть до себе Емілі, 9-річну дівчинку, яка осиротіла в автокатастрофі, подібній до тієї, у якій загинув Шон.
Водночас доктор Натан Ендрюс — єдиний персонаж, який пов’язує всю кінотрилогію — намагається знайти батьків хлопчика, який помер у реанімації, а Марк намагається допомогти одному з друзів свого сина. До кінця фільму всі три історії переплітаються, оскільки всі вони шукають Емілі, яка втекла.

## У ролях
| Актор          | Роль                             |
| -------------- | -------------------------------- |
| Медлін Стоу    | Патриція "Петті" Еддісон         |
| Джеймс Ремар   | Марк Еддісон                     |
| Ян Зірінг      | доктор Натан Ендрюс              |
| Торі Барбан    | Емілі Адамс                      |
| Філіп Джарретт | Рой                              |
| Джейн Іствуд   | Шарлотта                         |
| Девон Вайгель  | Трейсі Адамс                     |
| Ребекка Гібсон | Меган Ендрюс (уроджена Салліван) |
| Деніел Буато   | Джастін                          |
| Гарт Мерклі    | Шон Еддісон                      |
| Аарон Г'юз     | Ларрі Адамс                      |